# Rosice u Brna
Rosice (deutsch Rossitz) ist eine Stadt in Tschechien. Sie liegt 16 Kilometer westlich des Stadtzentrums von Brno und gehört zum Okres Brno-venkov.

## Geographie
Rosice befindet sich in der Boskowitzer Furche zwischen dem Jaispitzer Hügelland und dem Bobrawa-Bergland (Bobravská vrchovina) an der Einmündung des Říčanský potok in die Bobrava. Durch Rosice führt die Staatsstraße 23, die nordöstlich an der Abfahrt 182 Kývalka von der Autobahn D 1 abzweigt. Jenseits der Autobahn liegt das Automotodrom Brno.
Nachbarorte sind Říčany und Ostrovačice im Norden, Kývalka im Nordosten, Popůvky und Omice im Osten, Tetčice im Südosten, Kratochvilka im Süden, Zbýšov und Babice im Südwesten, Zastávka im Westen sowie Okrouhlík im Nordwesten.

## Geschichte

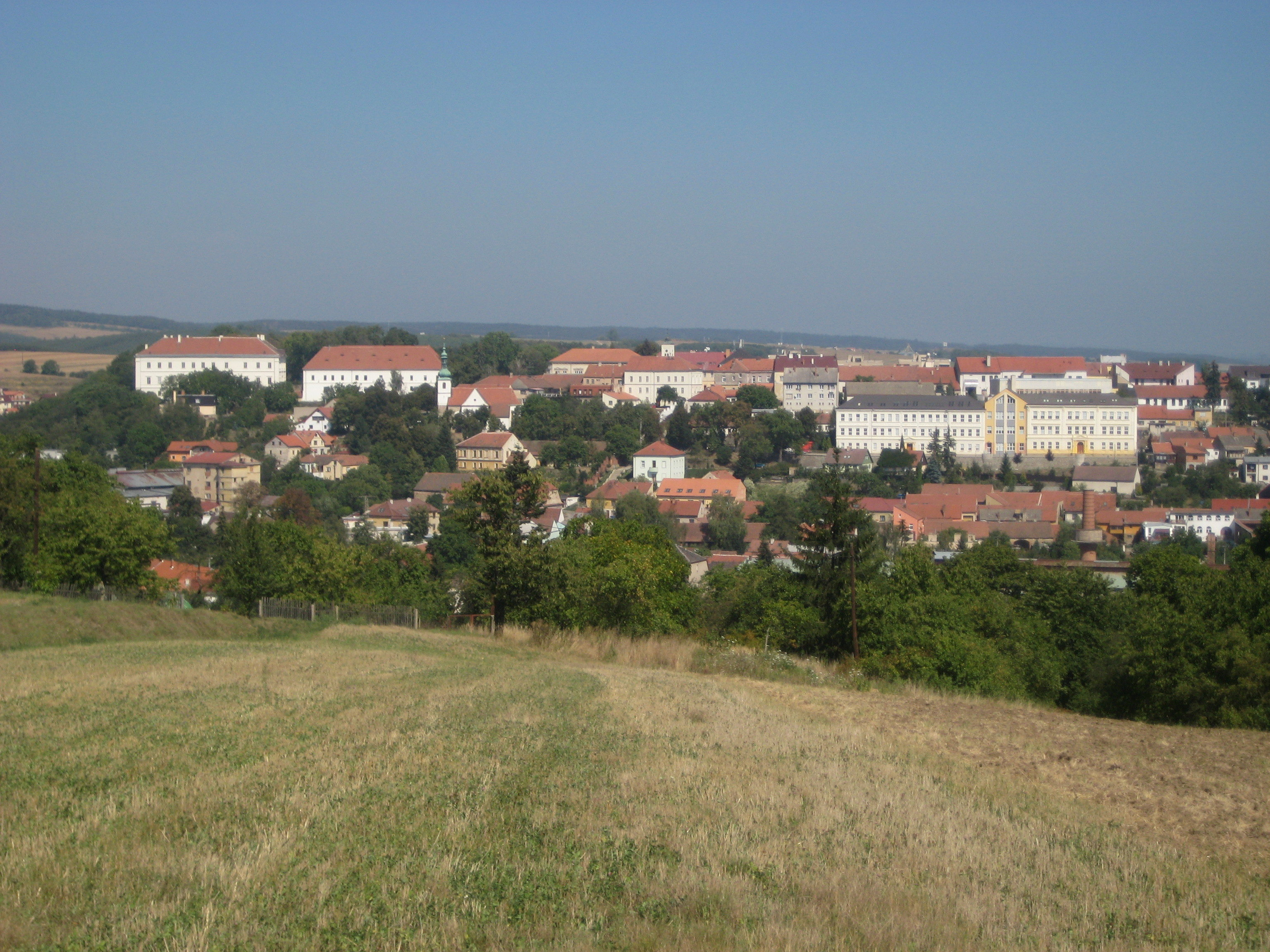

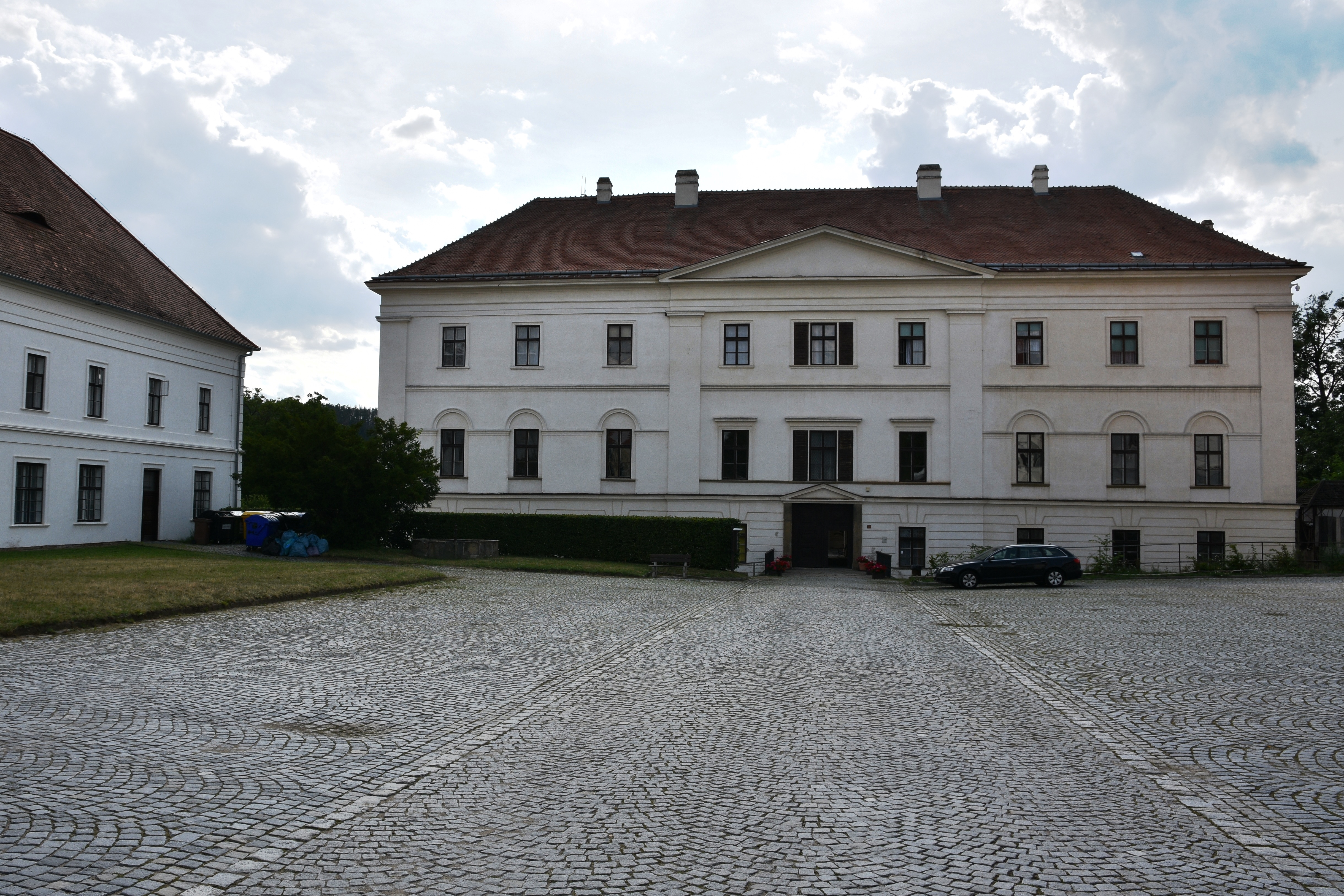
Schloss Rosice (Rossitz)

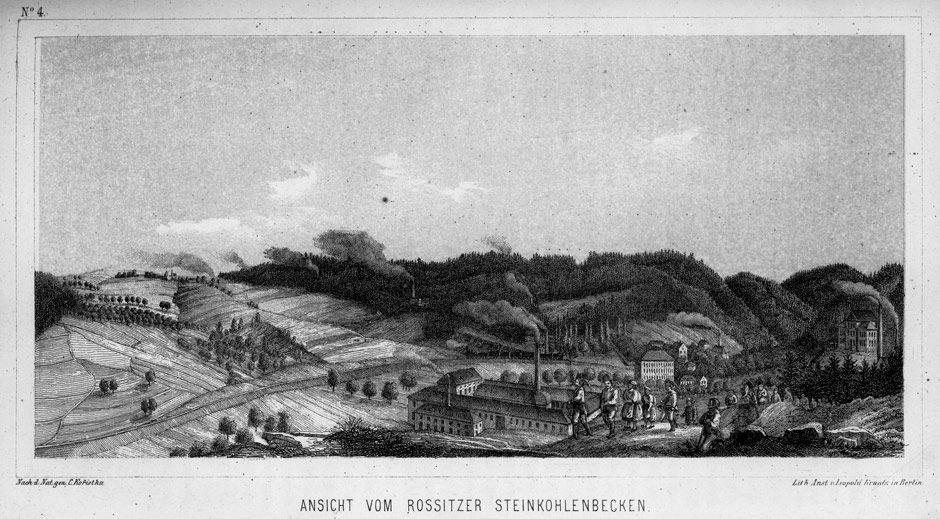
Das Rossitzer Steinkohlebecken, 1861

Die erste urkundliche Erwähnung des Ortes erfolgte 1259, als Bohuš und Hartman von Rosice als Besitzer der Burg genannt wurden. Vor 1321 wurde die Burg Sitz des Geschlechts der Hecht von Rossitz.
Nachdem Peter Hecht von Rossitz zum obersten Burgvogt von Frain ernannt worden war, verkaufte er den größten Teil der Herrschaft an seine jüngeren Brüder. Jobst Hecht war wie auch der letzte des Geschlechtes, Wenzel Hecht, oberster Burgvogt auf Eichhorn. An die Hecht von Rossitz erinnert das Stadtwappen. Die Hecht von Rossitz erhoben den Ort in der ersten Hälfte des 15. Jahrhunderts zum untertänigen Städtchen.
Nächster Besitzer der Herrschaft wurde Herzog Přemek von Teschen, der Rosice 1464 an Hynko von Kukwitz verkaufte. Unter den Herren von Kukwitz wurden die aus den Hussitenkriegen stammenden schweren Beschädigungen der Burg repariert. Nächste Besitzerin wurde Bohunka von Pernstein, die Frau des mährischen Landeshauptmannes Dobeš von Boskowitz und Černohora. Nach deren Tod erbten 1540 die Herren von Lipá die Herrschaft. Es wird angenommen, dass zu Zeiten Pertolds von Lipá die Burg zum Schloss umgebaut wurde. Pertold verkaufte 1552 die Herrschaft Rossitz mit den zugehörigen Dörfern Pendorf, Tetčice, Babice, Zakřany, Lukovany, Příbram, Újezd, Zhoř, Chroustov, Litostrov, Říčky, Omice, Ochoz, Raclavice, Ostrov, Lhotka, Bukovany, Komínec sowie Anteilen von Zbraslav, Jakubov und Popůvky an Johann den Älteren von Žerotín auf Náměšť nad Oslavou. Dieser nahm das Schloss Rosice zu seinem Nebensitz. Nach Johann Tode am 28. Februar 1583 erbte dessen Sohn Karl der Ältere von Zerotein Náměšť nad Oslavou und Rosice. 1588 trat Karl nach Erreichen der Volljährigkeit die Herrschaft an und schloss die Ehe mit Barbara Kraiger von Kraigk († 1591). Karl der Ältere von Zerotein machte das Schloss Rosice zu seinem Sitz und gewährte den Böhmischen Brüdern Schutz in dem Städtchen.
Nach der Schlacht am Weißen Berg wurde Ondřej Číhal Krhovský als Verweser der Herrschaft Rosice eingesetzt. Nach dem Einsetzen der Gegenreformation verkaufte Karl der Ältere von Zerotein 1628 Rosice an Albrecht von Waldstein und ging ins Exil nach Breslau. Waldstein verkaufte den Besitz 1629 an Johann Baptist von Werdenberg, welcher ihn an Johann Christoph Scharrer von Frieseneck verpachtete. 1684 verkauften die Werdenberger die Herrschaft an Georg Rupert Hausperg von Fanal. Dieser ließ die Kapelle der Hl. Dreifaltigkeit errichten. 1752 wurde die Hochgerichtsbarkeit aufgehoben. In der zweiten Hälfte des 18. Jahrhunderts wurden die Steinkohlenlagerstätten im Rossitz-Oslawaner Becken entdeckt. 1769 erfolgte der erste Kohlenfund an der Ausflugswirtschaft Zastawka westlich von Rossitz, an deren Stelle später die Bergarbeitersiedlung Segen Gottes entstand. 1802 übernahm Johann Herring das darnieder liegende Rossitzer Steinkohlenwerk und führte es binnen zwölf Jahren zu neuer Blüte.
Nach dem Tode von Johann Nepomuk Hausperg erlosch 1791 das Geschlecht derer von Hausperg. Das Erbe fiel an seine Frau Maria Anna, geborene Gräfin Ugarte. 1844 verkaufte Josef von Ugarte die Herrschaft an die Freiherren von Sina, die das Schloss umgestalten ließen. Nach der Aufhebung der Patrimonialherrschaften wurde Rosice 1848 zu einer Marktgemeinde. Auf Initiative des Ernst Johann Ritter Herring und des Zbeschauer Bergbauunternehmers Anton Rahn wurde die private Brünn-Rossitzer Eisenbahngesellschaft gegründet, die 1852 mit dem Bau der Eisenbahnstrecke Brünn–Strelitz–Rossitz–Segen Gottes begann. 1855 war die Eisenbahnstrecke vollendet; am 2. Januar 1856 fuhr der erste Kohlenzug von Segen Gottes über Brünn nach Wien und am 1. Juli 1856 wurde der Personenverkehr aufgenommen. Zwischen 1859 und 1862 ließ Johann Ernst von Herring die Rossitzer Eisenwerke in Segen Gottes errichten. Weitere Steinkohlenzechen entstanden in der Umgebung des Städtchens, das den Charakter einer Bergarbeiterstadt erhielt und in dessen Einzugsgebiet 30.000 Menschen lebten. In Rossitz selber lebten einschließlich des Ortsteiles Pendorf 1880 3.000 Einwohner.
1881 kaufte Moritz von Hirsch-Gerreuth das Schloss Rosice und die zugehörigen Güter. Von dessen Witwe Klara ging der Besitz an ihren Adoptivsohn Moritz Arnold Deforest-Bischoffsheim über, der seinen Namen 1903 in De Forest änderte. Am 20. September 1907 erhob Kaiser Franz Joseph I. Rossitz zur Stadt und verlieh ihr ein Wappen. 1908 weilte Winston Churchill während seiner Flitterwochen als Gast des Barons De Forest auf dem Schloss, 1911 kam Churchill als Jagdgast erneut nach Rossitz. Nach der Bodenreform in den 1920er Jahren wurde der Großgrundbesitz verstaatlicht. 1949 wurde Rosice zur Bezirksstadt erhoben. 1950 lebten in der Stadt 4600 Menschen. Bei der Gebietsreform von 1960 wurde der Okres Rosice wieder aufgelöst.

### Religion
Im Jahr 1527 ließ sich die überwiegend aus Schlesien stammende Täufergruppe der Gabrieler im Ort nieder und gründete hier 1529 einen Bruderhof, der bis zur Vertreibung der Gabrieler 1535 Bestand hatte. Nach dem Ende der Täufer-Verfolgungen 1536/1537 siedelten sich schließlich Hutterer in Rosice an. Der nun hutterische Bruderhof konnte sich bis zu den erneuten Vertreibungen der protestantischen Hutterer 1622 halten.

## Städtepartnerschaften
- Lainate, Italien
- Strenči, Lettland

## Gemeindegliederung
Für die Stadt Rosice sind keine Ortsteile ausgewiesen. Zu Rosice gehört u. a. die Ortslage Pendrov (Pendorf).

## Sehenswürdigkeiten

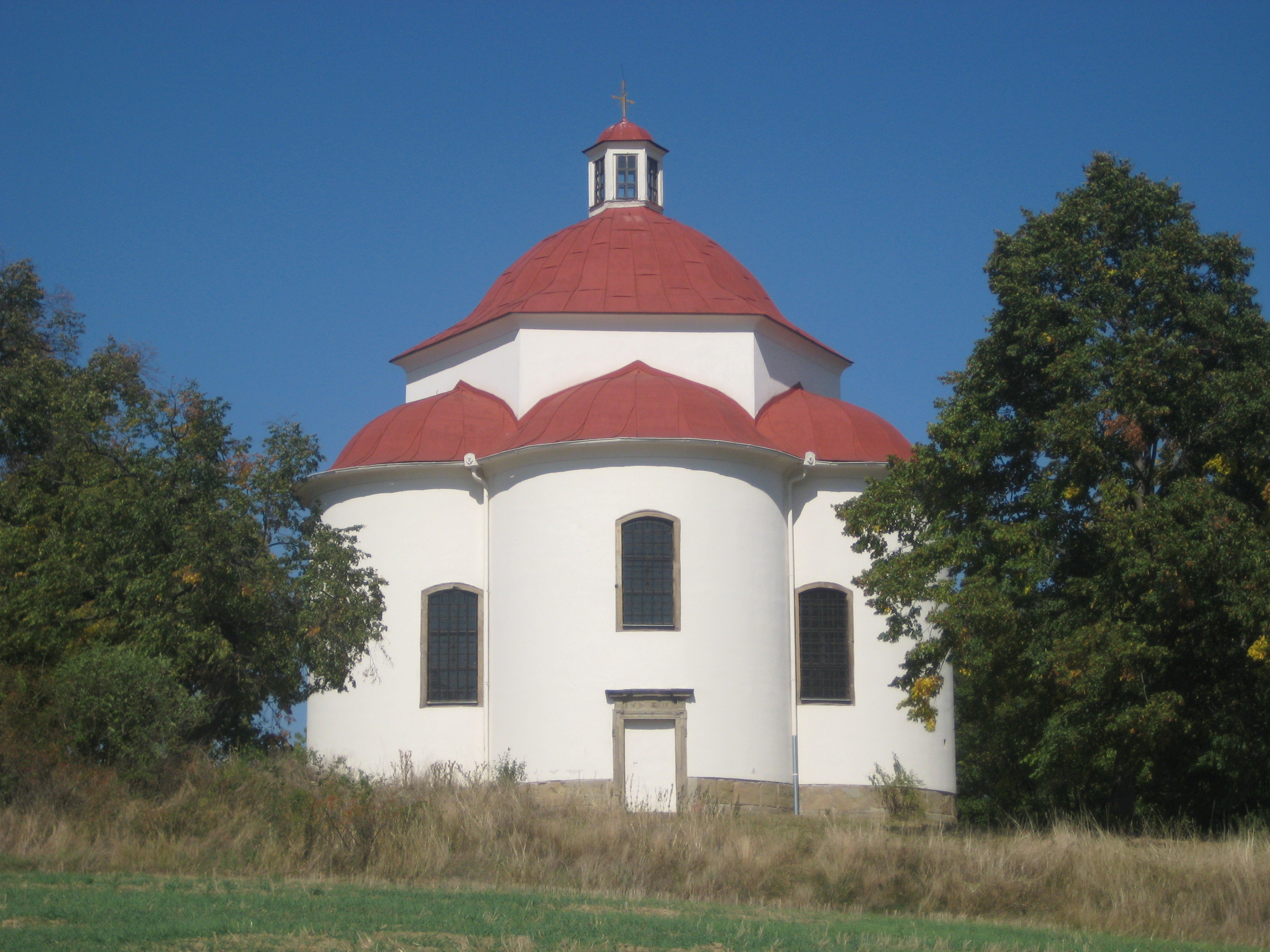
Wallfahrtskapelle der Hl. Dreifaltigkeit

- Schloss Rosice, errichtet am Übergang vom 16. und 17. Jahrhunderts aus einer gotischen Burg
- Wallfahrtskapelle der Hl. Dreifaltigkeit, mit Kreuzweg auf einem Hügel am südlichen Stadtrand, erbaut 1691
- Begräbniskapelle der Bergbauunternehmerfamilie Rahn auf dem Friedhof, 1894 von Heinrich Nankl erbaut
- Pfarrkirche St. Martin, der ehemals romanische Bau wurde mehrfach umgestaltet
- Ehemaliger Pranger aus dem 15. Jahrhundert, die 1752 abgetragene Schandsäule wurde 1959 restauriert und am Rathaus wieder aufgestellt
- Rathaus, 1851 durch die Familie Rahn als Gasthof und Wohnhaus gestiftet und 1858 mit einem Turm versehen
- Steinerne Brücke über die Bobrava, das zehn Meter hohe und drei Meter breite Bauwerk diente als Aquädukt für die Wasserversorgung von Rosice

## Persönlichkeiten
- Ladislav Krejčí (* 1999), Fußballspieler